# خافي فاراس

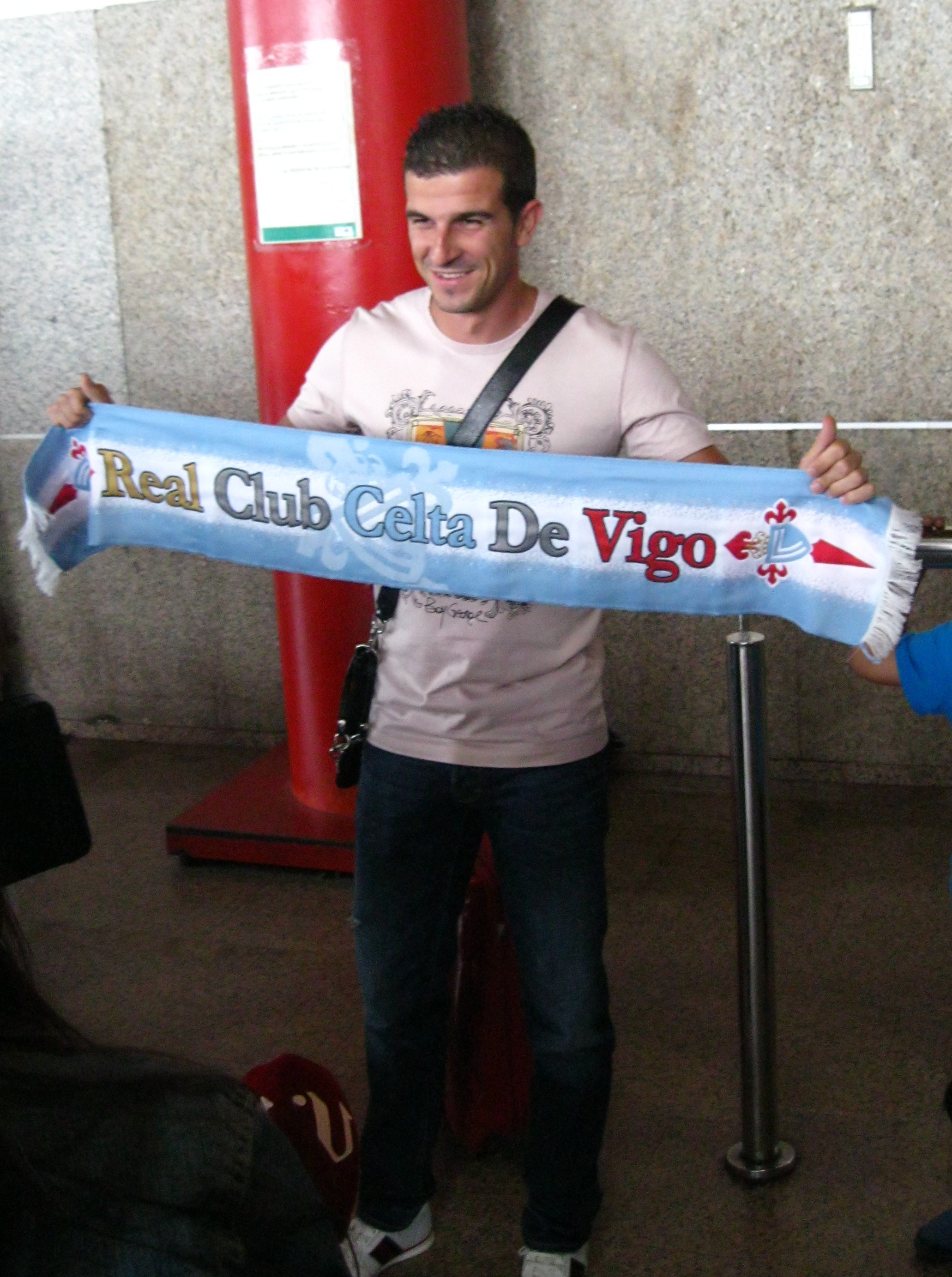
Javi Varas

خافيير فاراس هيريرا المعروف باسم «خافي فاراس» ( ولد في 10 سمبتمبر 1982 في إشبيلية , الأندلس ) وهو لاعب كرة قدم إسباني و يلعب حاليأ في نادي لاس بالماس الأسباني في مركز حارس المرمى .

## وصلات خارجية
- خافي فاراس على موقع الاتحاد الأوربي (الإنجليزية)
- خافي فاراس على موقع قاعدة بيانات كرة القدم.إي يو (الإنجليزية)
- خافي فاراس على موقع Soccerbase.com (لاعب) (الإنجليزية)
- خافي فاراس على موقع Soccerway.com (الإنجليزية)
- خافي فاراس على موقع AS.com (الإسبانية)